# Болога
Болога (рум. Bologa) — село у повіті Клуж в Румунії. Входить до складу комуни Поєнь.
Село розташоване на відстані 369 км на північний захід від Бухареста, 55 км на захід від Клуж-Напоки.

## Населення
За даними перепису населення 2002 року у селі проживали 687 осіб.
Національний склад населення села:
| Національність | Кількість осіб | Відсоток |
| -------------- | -------------- | -------- |
| румуни         | 679            | 98,8%    |
| цигани         | 5              | 0,7%     |

Рідною мовою назвали:
| Мова      | Кількість осіб | Відсоток |
| --------- | -------------- | -------- |
| румунська | 679            | 98,8%    |
| циганська | 5              | 0,7%     |